# Carol al II-lea, Arhiduce de Austria
Carol al II-lea Francisc de Austria (în germană Karl II Franz; n. 3 iunie 1540 – d. 10 iulie 1590) a fost arhiduce al Austriei și conducător al Austriei Interioare (Stiria, Carniola și Carinthia) din 1564. A fost membru al Casei de Habsburg.

## Biografie
Născut la Viena, a fost al treilea fiu al lui Ferdinand I, Împărat al Sfântului Imperiu Roman și al Annei Iagello, fiica regelui Vladislav al II-lea al Boemiei și Ungariei și a soției lui, Anne de Foix-Candale. În 1559 și din nou în perioada 1564–1568 au existat negocieri pentru o căsătorie între Carol și Elisabeta I a Angliei. Pînă la urmă, regina Elisabeta a decis că nu se va căsători cu arhiducele; principalul obstacol în calea căsătoriei, în afară de caracterul reginei, a fost religia.
Spre deosebire de fratele său, Maximilian al II-lea, Împărat al Sfântului Imperiu Roman, Carol a fost un catolic convins și a promovat Contrareforma.

## Căsătorie și copii
La 26 august 1571 la Viena, Carol s-a căsătorit cu Maria Anna de Bavaria, fiica lui Albert al V-lea, ducele Bavariei (1528–1579) și a arhiducesei Anna de Austria (1528–1590). În 19 ani de mariaj, Carol și Maria Anna au avut 15 copii:
- Ferdinand (n. Judenburg, 15 iulie 1572 – d. Judenburg, 3 august 1572).
- Anne (n. Graz, 16 august 1573 – d. Varșovia, 10 februarie 1598), căsătorită la 31 mai 1592 cu Sigismund al III-lea Vasa, rege al Poloniei, Mare Duce al Lituaniei și rege al Suediei.
- Maria Cristina (n. Graz, 10 noiembrie 1574 – d. Hall in Tirol, 6 aprilie 1621), căsătorită la 6 august 1595 cu Sigismund Bathory, Prinț al Transilvaniei; ei au divorțat în 1599.
- Caterina Renata (n. Graz, 4 ianuarie 1576 – d. Graz, 29 iunie 1599).
- Elisabeta (n. Graz, 13  martie 1577 – d. Graz, 29 ianuarie 1586).
- Ferdinand (n. Graz, 9 iulie 1578 – d. Viena, 15 februarie 1637), Sfânt Împărat Roman sub numele de  Ferdinand al II-lea din 1619.
- Carol (n. Graz, 17 iulie 1579 – d. Graz, 17 mai 1580).
- Gregoria Maximiliana (n. Graz, 22 martie 1581 – d. Graz, 20 septembrie 1597).
- Eleanor (n. Graz, 25 septembrie 1582 – d. Hall in Tirol, 28 ianuarie 1620), călugăriță.
- Maximilian Ernest (n. Graz, 17 noiembrie 1583 – d. Graz, 18 februarie 1616), cavaler Teuton.
- Margareta (n. Graz, 25 decembrie 1584 – d. El Escorial 3 octombrie 1611), căsătorită la 18 aprilie 1599 cu Filip al III-lea al Spaniei.
- Leopold (n. Graz, 9 octombrie 1586 – d. Schwaz, 13 septembrie 1632), Arhiduce de Austria și Conte de Tirol.
- Constance (n. Graz, 24 decembrie 1588 – d. Varșovia, 10 iulie 1631), căsătorită la 11 decembrie 1605 cu Sigismund al III-lea Vasa, rege al Poloniei, Mare Duce al Lituaniei și rege al Suediei (văduv al surorii ei mai mari).
- Maria Magdalena (n. Graz, 7 octombrie 1589 – d. Padua, 1 noiembrie 1631), căsătorită la 19 octombrie 1608 cu Cosimo al II-lea de Medici, Mare Duce de Toscana.
- Carol Postumul (n. Graz, 7 august 1590 – d. Madrid, 28 decembrie 1624), episcop de Wroclaw și Brixen (1608–24), Mare Maestru al Ordinului Teutonic (1618–24).